# 尼古洛·帕格尼尼
尼古洛·帕格尼尼（義大利語：Niccolò Paganini；1782年10月27日—1840年5月27日），意大利小提琴家、作曲家，属于欧洲晚期古典乐派，早期浪漫乐派音乐家。他是历史上著名的小提琴大师之一，对小提琴演奏技术进行了很多创新。

## 生平
尼古洛·帕格尼尼出生於在現今義大利的熱那亞，是Antonio和Teresa Paganini之子，根據Peter Lichtenthal為他寫的傳記，帕格尼尼在五歲的時候，他父親開始敎他曼陀鈴，七歲時便開始學習小提琴，更在十歲時就開始作曲了，十三歲時，完成了他的第一次公開演出。從十餘歲起，帕格尼尼跟著許多不同的老師學習，包括了Giovanni Servetto和Alessandro Rolla，但是對於這早來的成功，他沒有辦法妥善的處理；在他十六歲時，開始賭博和酗酒，就在這個時候，一位不知名的女性救了他，把他帶到她的家去，在那裡他又開始學習小提琴，共學了三年；在這三年之中，他也彈奏吉他。
在他23歲的時候，他又重新出現在樂壇，當他不再旅遊時，他成為了PRINCESS LUCCA的宮廷樂隊總監，他在米蘭（1813年）、維也納（1828年）、倫敦和巴黎（1831年）首演以後，他高超的小提琴技巧在人們之間廣為流傳，帕格尼尼是世界上第一個不須別人資助而可以到世界各地巡迴表演的音樂家，而且他还非常聪明。他成為一個超級巨星，並用他那魔鬼般的技巧演奏。
有一個傳說：帕格尼尼將他的靈魂出賣給了魔鬼，換來他那高超的技巧，對於這個傳說帕格尼尼很滿意，甚至有人說這是他自己說的，在他演奏時，他會翻白眼，他搖晃的站姿、長而零亂的頭髮、蒼白的臉龐、憔悴的身軀都讓這個傳說顯得更加真實，他充滿熱情激烈的演出讓觀眾流淚，有的人甚至還暈倒。
帕格尼尼給那他唯一曾經擁有過的小提琴取名叫大炮，主要是反映這琴本身所發出來的聲音有如大炮一般，這把小提琴的弦幾乎都在同一個平面上，這和其它為了避免演奏到其它弦而有個曲度的提琴是完全相反的，而這把特別的提琴確也讓帕格尼尼能夠一次拉出兩條或許是三條弦的樂音。

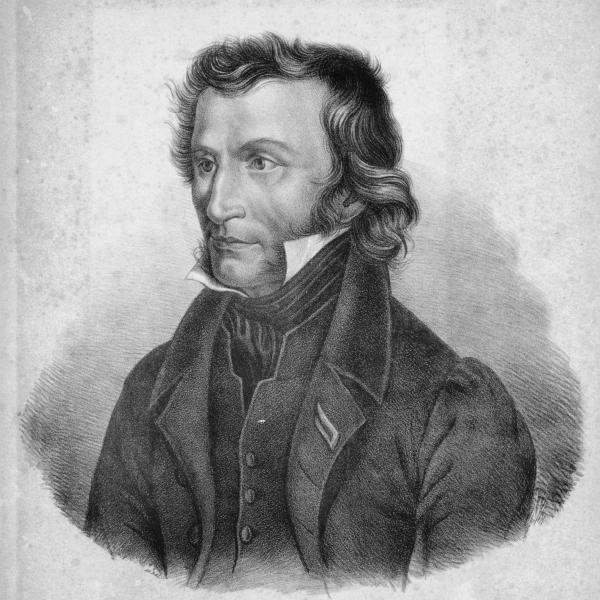
帕格尼尼像

他在1833年的巴黎受柏遼茲——一位曾經幫帕格尼尼譜過一首叫哈罗尔德在意大利的曲子的樂家——演出一場中提琴協奏曲。
他的健康逐漸惡化是由於長期使用水銀混合物而導致水銀中毒，這個病促使他無法再繼續演奏小提琴，於是只能在1834年退休，並於1840年5月27日病逝於薩丁尼亞王國的尼斯（現屬法國）。

## 評價與特色

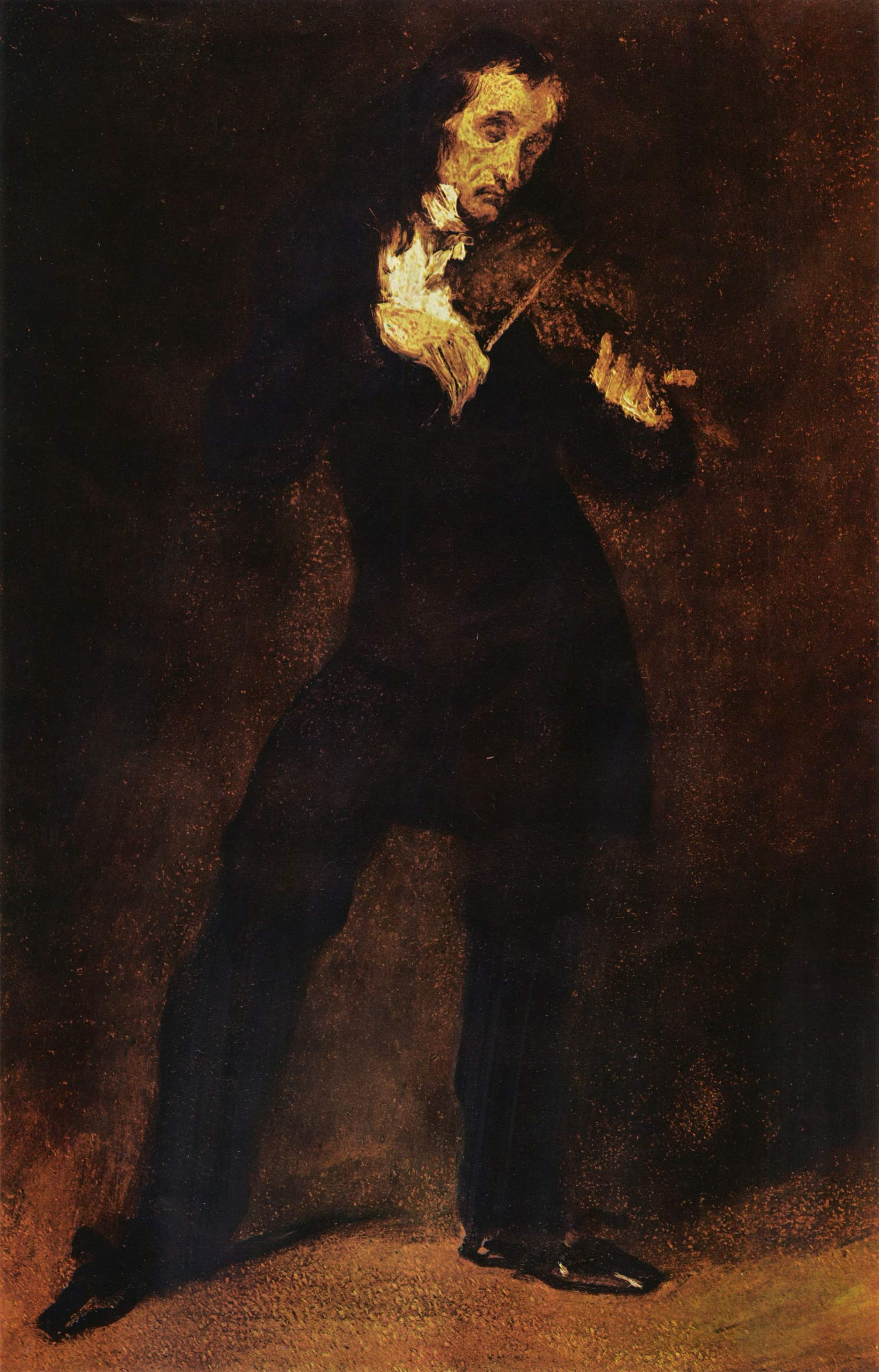
沉迷於演奏的帕格尼尼

以色列小提琴家伊夫里·吉特利斯曾说：“帕格尼尼不只是一个发展……先是有了前面的这些（小提琴家），然后帕格尼尼横空出世了。”尽管帕格尼尼所采用的一些小提琴技巧在当时已经出现，技巧发展却已经停滞不前。科莱里（1653年-1713年）被认为是小提琴技巧之父，他将小提琴的地位从伴奏乐器提升到了独奏乐器。巴赫（1685年-1750年）的无伴奏小提琴奏鸣曲与组曲（BWV 1001-1006）奠定了小提琴的复调演奏能力。第一部对小提琴技巧进行系统研究的作品是彼得罗·洛卡特利（1693-1764）的24首随想曲，在當時因难度过高而无法演奏。当时的杰出小提琴家们更为关注的是音调和弓法（弦乐演奏家们称为“右手技巧”）这两个最基本但是很关键的问题。
帕格尼尼则为演奏家和作曲家们引入了更先进的技巧。通过他的贡献，小提琴作品的创作极大地丰富了。他的音乐具有非常丰富和高难度的指法和弓法以取悦听众，并对他当时的同行们构成挑战。他的音乐会作品中有连顿弓、和声、拨弦（双手），和丰富的音程（最多达到大十度）。帕格尼尼的作品不被认为是完美的对位法创作：（伊萨伊曾抱怨说在帕格尼尼的音乐中钢琴和管弦乐伴奏太像吉他了，缺乏个性和对位）。但是，他将小提琴的音色和色彩扩展到了前所未有的程度。帕格尼尼同时也是一位杰出的吉他演奏家，並为这件乐器创作了超过200部作品。
帕格尼尼可以在一个把位上用四根弦演奏出三个八度，这在今天看来简直是难以想象的。他的灵活性也许是由于馬凡氏症候群或埃勒斯-當洛二氏症候群。他的指法，比如双音技巧，换指八度（和十度）和左手拨弦在当时都被认为是几乎不可能的事情，但却是现在的年轻小提琴家们的常规训练科目。几乎半个世纪后才由约阿希姆和伊萨伊带来了可以和帕格尼尼相提并论的小提琴技巧跳跃式发展。

## 作品節選
他給後人留下的作品有奏鳴曲、狂想曲系列，六首小提琴協奏曲、弦樂四重奏、以及數個吉他作品等。
帕格尼尼在交響樂團中的成就是令人感到優雅的。配合穩當的配樂，有他在樂團裡是非常鼓舞的，有批評說帕格尼尼的協奏曲是既冗長而乏味：一首快板迴旋曲的結尾可以重復幾遍，在他的生涯中，所有協奏曲中，演奏小提琴的部份都是保密的，他也從不在與交響樂團的排練中演奏小提琴獨奏，一直到他死時也不過只有兩首曲被出版，然而，帕格尼尼的弟子卻也機伶地在他死後每年出版一首曲，每一次在舞台上的成功，都是為了下一次的再成功而鋪路，現今已知的協奏曲雖然只有六首（其中最後兩首的交響樂部份已失傳），但他的吉他、弦樂器、尤其是小提琴的作品，都已使他那獨特的技巧成為後世標準的準則。
很多作曲家都对帕格尼尼的a小调第24随想曲很感兴趣。李斯特、勃拉姆斯、拉赫马尼诺夫、卢托斯瓦夫斯基、洛伊韋伯和很多其它作曲家都为这个作品的旋律创作了变奏曲。

## 錄音
- 作品全集，Salvatore Accado，伦敦爱乐乐团與夏尔·迪图瓦，德意志留声机，2000年5月2日
- 協奏曲錄音集，Ingolf Turban，科隆WDR廣播樂團與Lior Shambadal，Profil Medien，2014年1月1日